# دراغون بول سوبر
دراغون بول سوبر (ドラゴンボール超 Dragon Ball Super) هي سلسلة مانغا ومُسلسل أنمي ياباني مُنتهي من إنتاج توي أنيميشن، بدأ عرضه منذ 5 يوليو 2015. وانتهى في 25 مارس 2018 والسلسلة هي تكملة لدراغون بول ودراغون بول زد، والسلسلة تضم أول قصة جديدة منذ 18 عامًا. تقع أحداث السلسلة بعد هزيمة ماجين بو عندما أصبحت الأرض في سلام مرة أخرى. بُث الأنمي على تلفزيون فوجي، وتبلغ عدد الحلقات 131 حلقة. ودبلجها مركز الزهرة إلى العربية.

## القصة
تقع أحداث السلسلة بعد أحداث دراغون بول زد مباشرة. بعد عدة أشهر من هزيمة ماجين بو، عاد السلام مُجدَّدًا إلى كوكب الأرض. واستقر غوكو ويعمل بالزراعة ليدعم عائلته ماليًّا. وعائلته وأصدقائه يعيشون حياتهم بأمنٍ وسلام.  ومع ذلك، فإن التهديد الجديد يظهر بيد إله الدمار بيروس، الذي يُعتبر المُقاتل الأشد رُعبًا في الكون السابع بأكمله. وعندما استيقظ بيروس من سُباتٍ عميق، يخبر بيروس ويس، بأنه كان مُتشوِّقًا لمبارزة مُقاتل رآه في حلمٍ تنبؤي يُدعى «سوبر ساياجين غود» (超スーパーサイヤ人ゴッド Sūpā Saiya-jin Goddo)  وبعد ذلك أتى بيروس إلى الأرض للبحث عن ذاك المقاتل. وبعدها يتحول غوكو إلى سوبر سايان غود لمُحاربة بيروس باستخدام قوة خمس ساياجين طيبين، والتي تشمل فيجيتا وغوهان وغوتين وترانكس والطفلة التي في رحم فيديل «زوجة غوهان». وبعد معركة كادت تؤدي إلى تدمير الأرض خسر غوكو، ولكن مع ذلك فإن جهود غوكو أرضت إله الدمار بيروس بما فيه الكفاية ليقرر أن يجنب كوكب الأرض الدمار. هذا الجزء من السلسلة يعيد سرد أحداث فيلم دراغون بول زد: إله وإله (Dragon Ball Z: Battle of Gods)
بينما يغادر غوكو وفيجيتا مع بيروس و ويس للتدريب لمدة عام، يصل جيش فريزا إلى الأرض بحثًا عن كرات التنين السبعة لإحياء فريزا. بعد بضعة أشهر من العودة إلى الحياة والتدريب، يجمع فريزا قواته ويعود ليأخذ انتقامه من غوكو. على الرغم من تحقيق تحول جديد، إلا أنه هزم من قبل غوكو وفيجيتا، اللذان أتقنى تحوّل سوبر ساياجين غود. فريزا يدمر الأرض للانتقام. مع قدرة ويس على إعادة الزمن، يستطيع غوكو قتل فريزا مرة أخرى. يعرض هذا الجزء من السلسلة أحداث دراغون بول زد: القيامة "إف"
بعد ثأر فريزا، يقنع تشامبا بيروس بإقامة بطولة بين أفضل المقاتلين من كون كل منهما وفي حال فوز الكون السادس يحصلون على كوكب الأرض الخاص بالكون السابع وإذا فاز الكون السابع يحصل على كرات التنين الخارقة القادرة على تحقيق أي أمنية. انضم غوكو مع مجموعة من أصدقائه إلى البطولة. تصل البطولة إلى ذروتها بين غوكو ومحارب من الكون السادس يدعى هيت. بعد محاولة فاشلة لرفع قوته لمواجهة هيت في كامل قوته، غوكو يخسر المباراة. هيت يخسر المباراة حيث استلهمه غوكو ليفعل الشيء نفسه. تنتهي البطولة بانتصار الكون السابع.
يجتمع غوكو فيما بعد ويصادق زينو-ساما، الذي هو إله كل الأكوان ويعتبر زينو مخيف لحكام الدمار نفسه لأنه قادر على تدمير كل الأكوان في لحظة. يعده غوكو بإحضار صديق للعب معه. في وقت لاحق، يظهر ترانكس المستقبلي ويخبر غوكو وأصدقائه بظهور عدو جديد في المستقبل يشبه غوكو، المعروف باسم غوكو بلاك. في نهاية المطاف يكتشف غوكو والآخرون أن غوكو بلاك هو في الواقع أحد المتدربين من كايو-شين الكون العاشر المدعو زاماسو، الذي خطف جسد غوكو من خط زمني مختلف ويذهب لاحقًا بلاك إلى الخط الزمني الخاص بترانكس المستقبلي ويتعاون مع زاماسو من ذلك الخط الزمني، كجزء من خطته لتحقيق الخلود والقضاء على جميع البشر. في النهاية، يتم مسح زاماسو جنبًا إلى جنب مع الخط الزمني للمستقبل بأكمله من قبل زينو-ساما المستقبلي، الذي يرافق غوكو إلى خطه الزمني. يفي غوكو بوعده إلى زينو-ساما من خلال تعريفه بنسخته المستقبلية. يقوم ترانكس المستقبلي بالذهاب إلى خط زمني جديد مع ماي بعد تدمير خطه الزمني الأصلي.
بعد عودة ترانكس المستقبلي إلى ذلك الخط الزمني، ينظم زينو-ساما وزينو-ساما المستقبلي بطولة جديدة تسمى بطولة القوة (大会 の 大会 شيكارا نو تايكاي). من اقتراح غوكو، بطولة متعددة الأكوان تضم فرقًا متكونة من عشرة من المقاتلين من كل كون. تشارك في البطولة 8 اكوان من إجمالي 12 كون. ومع ذلك، فإنها تصبح معركة للبقاء على قيد الحياة عندما يتم إعلان أن الأكوان المهزومة في البطولة سوف تمحى. يشارك من الكون السابع في البطولة كل من غوكو، فيجيتا، غوهان، بيكولو، موتن روشي، كوريرين، تينشيهان، أندرويد 18، أندرويد 17 إضافة إلى فريزا الذي تمت إعادة إحيائه مؤقتا. تبدأ البطولة بقتالات بين مقاتلي الأكوان الثمانية المشاركة. خلال القتال، يحضر جوكو لفترة وجيزة شكل إلهي جديد يعرف باسم الغريزة الفائقة Ultra Instinct (意 勝 手 の 極 意 Migatte no Gokui) ، مما يزيد من سرعته وقوته ويسمح له بالتحرك تلقائيا دون حاجة دماغه لإرسال إشارات إلى جسده. تنتهي البطولة ببقاء كل من الكونين السابع والحادي عشر وبعد قتال طويل بين غوكو وجيرين يأتي كل من فريزا وأندرويد 17 لمساعدة غوكو في قتاله. في النهاية يقوم كل من غوكو وفريزا بإسقاط جيرين معهم. يبقى أندرويد 17 المتسابق الوحيد المتبقي والفائز في بطولة القوة. كمكافأة، يتم منح أندرويد 17 أمنية واحدة من كرات دراغون بول سوبر. يستدعي الدايشينكان سوبر شينرون من كرات التنين الخارقة، حيث يتمنى أندرويد 17 استعادة كل الأكوان المدمرة. بالنسبة لجهوده في البطولة، تم إحياء فريزا بالكامل وإعادة بناء جيشه، بينما عاد غوكو وأصدقائه إلى حياتهم اليومية على الأرض.
بعد كل ذلك، يستكشف غوكو ان هنالك مقاتلين اقوياء في الأكوان، فيزداد شوقًا لرؤيتهم ومقاتلتهم ويتدرب مع فيجيتا عند مكان عطلة بولما، وفجاة يتصل غوتين وترانكس على الجميع وينبئوهم بأن الكرات الستة للدراغون بول قد سرقت مع الرادار الخاص من قبل أحد جنود فريزا، ويظن غوكو ان فريزا ينوي الخلود، فيذهبان رفقة بولما وويس إلى القارة الجليدية لايجاد الكرة السابعة المتواجدة هناك، وبالفعل يحصل جنود فريزا على الكرات، فيسمسكانهم غوكو وفيجيتا، ولكن فريزا يصل إلى الأرض، وفجأة يشعر فيجيتا بقوة كبيرة لشخص برفقة فريزا، وعندما هبطت السفينة، يخرج فريزا مع اثنان من الساياجين، برولي ووالده باراجاس، الذي قد انضم مؤخرًا إلى الكانون بعدما كان برولي فلر، يحصل فريزا على كرات التنين ويخبر غوكو وفيجيتا انه لا يريد الخلود وانما يصبح أطول قامة بخمس سنتيمترات، وبارغاس يخبر فيجيتا بانه جاء للإنتقام منه لأنه ابن الملك فيجيتا والملك فيجيتا نفا برولي لانه اعظم قوة، فيهاجم برولي على فيجيتا، فيجيتا يستعمل سوبر ساياجين وسوبر ساياجين غود، لكن برولي يزداد قوة وجنونا، فيطلب غوكو قتال برولي، فيقاتل غوكو ضد برولي ويستعمل ايضًا سوبر ساياجين وسوبر ساياجين غود، لكن برولي يسحق غوكو سحقًا شديدًا، فينهض غوكو مجددًا ويتحول للسوبر ساياجين الازرق، ولكن برولي يفجر القارة الجليدية ويحولها إلى مناطق بركانية بفعل نيزك قوي وعملاق، فريزا يعلم ان برولي ضرب حده، فيقتل باراجاس والده لكي يغضب ويزداد قوة، فيغضب برولي غضبًا شديدًا ويصبح سوبر ساياجين، ويطلق قوة مرعبة، فينضم فيجيتا إلى قتل غوكو وبرولي ويصبح ازرق، ولكن برولي قد دمرهما تدميرا لا يوصف، فينقلب برولي على فريزا الذي قتل والده، وغوكو وفيجيتا ينسحبان من المعركة وهنالك يلتقيان مع بيكولو، فيقرر غوكو الاندماج لكن البوتارا غير متواجدة فيقرر الاندماج بالرقصة، لكن فيجيتا يرفض، ولكنه بعد ذلك يوافق ويفشل مرتين في الاندماج، وللمرة الثالثة يتمكن غوكو وفيجيتا من الاندماج وظهور غوجيتا للمرة الأولى في دراغون بول سوبر، فيذهب هنالك ويجد فريزا مسلوخًا من قبل برولي، ويجد برولي يقاتل ويس، وبعدها يقتل غوجيتا ضد برولي، يستعمل سوبر ساياجين ضد برولي ويبدوان متكافئين، لكن غوجيتا يتحول إلى سوبر ساياجين بلو ويفوق برولي الذي استعمل سوبر ساياجين قوة كاملة، فالغلبة لغوجيتا الازرق، غوجيتا يقرر تسديد الكاميهاميها على برولي لكن شيراي أحد جنديات فريزا تحصل على كرات التنين وتتمنى من شينرون ان ينقذ برولي، فينجو برولي، تنتهي المعركة بقدوم غوكو لكوكب برولي لمساعدته وذلك من اجل اللقاء به والقتال معه.

## الشخصيات
تظهر السلسلة بنفس شخصيات دراغون بول زد، بالإضافة لشخصية جاكو من الدوريَّة المجريَّة، التي أنشأها أكيرا تورياما لمانغا أخرى اسمها غينغا باترول جاكو [الإنجليزية]، عبر فصول المانغا وحلقات الأنمي، تظهر العديد من الشخصيات الجديدة، وأهما إله الدمار بيروس ومساعده ويس.
| الشخصية                    | الصوت الياباني                                             |
| -------------------------- | ---------------------------------------------------------- |
| سون غوكو                   | ماساكو نوزاوا                                              |
| غوكو بلاك                  | ماساكو نوزاوا                                              |
| سون غوهان                  | ماساكو نوزاوا                                              |
| سون غوتين                  | ماساكو نوزاوا                                              |
| فيجيتا                     | ريو هوريكاوا                                               |
| ترانكس                     | تاكيشي كوساو                                               |
| ترانكس المستقبل            | تاكيشي كوساو                                               |
| لافندر                     | تاكيشي كوساو                                               |
| بولما                      | هيرومي تسورو                                               |
| بولما المستقبلية           | هيرومي تسورو                                               |
| تايتس                      | هيرومي تسورو                                               |
| بيكولو                     | توشيو فوروكاوا                                             |
| كوريرين                    | مايومي تاناكا                                              |
| ياجيروبي                   | مايومي تاناكا                                              |
| ياجيروبي المستقبل          | مايومي تاناكا                                              |
| العرافة بابا               | مايومي تاناكا                                              |
| بيروس                      | كويتشي ياماديرا                                            |
| ويس                        | ماساكازو موريتا                                            |
| نسخة فيجيتا                | ماساكازو موريتا                                            |
| إيرو، كاي-أو شين الكون 8   | ماساكازو موريتا                                            |
| موتين روشي                 | ماساهارو ساتو                                              |
| أندرويد 18                 | ميكي إيتو                                                  |
| تشيتشي                     | ناوكو واتنابي                                              |
| بوار                       | ناوكو واتنابي                                              |
| فيديل                      | يوكو ميناغوتشي                                             |
| بان                        | يوكو ميناغوتشي                                             |
| غوتينكس                    | ماساكو نوزاوا وتاكيشي كوساو                                |
| جاكو                       | تسوباسا يوناغا                                             |
| يامتشا                     | تورو فورويا                                                |
| تينشينهان                  | هيكارو ميدوريكاوا                                          |
| دينديه                     | أيا هيرانو                                                 |
| مستر سيتن                  | أونشو إيشيزوكا                                             |
| فيجيتو                     | ماساكو نوزاوا وريو هوريكاوا                                |
| مارون                      | هيروكو أوشيدا                                              |
| فريزا                      | ريوسي ناكاو                                                |
| فروست                      | ريوسي ناكاو                                                |
| زاماسو                     | شينيتشيرو ميكي                                             |
| زاماسو المستقبلي           | شينيتشيرو ميكي                                             |
| غواسو، كاي-أو شين الكون 10 | تيتسوؤو غوتو                                               |
| روموشِّي                     | ياسوهيكو كاوازو                                            |
| بوبو                       | ياسوهيكو كاوازو                                            |
| أولونغ                     | ناوكي تاتسوتا                                              |
| ماغتَّا                      | ناوكي تاتسوتا                                              |
| ملك المجرة                 | كين أو                                                     |
| كارين-ساما                 | كين أو                                                     |
| بيلاف                      | شيغيرو تشيبا                                               |
| شو                         | تيشو غيندا                                                 |
| ماي                        | إيكو هيسامورا                                              |
| ماي المستقبل               | إيكو هيسامورا                                              |
| ماجن بو                    | كوزو شيويا                                                 |
| كيبيتوشين                  | شينيتشيرو أوتا                                             |
| شين                        | شينيتشيرو أوتا                                             |
| كيبيتو                     | شين آوموري                                                 |
| كايو-شين العجوز            | ريويتشي تاناكا                                             |
|                            | ريويتشي تاناكا                                             |
| شامبا                      | ميتسوؤو إيواتا                                             |
| بادوس                      | يوريكو ياماغوتشي                                           |
| زينو-ساما                  | ساتومي كوروغي                                              |
| أندرويد 17                 | شيغيرو ناكاهارا                                            |
| تشاوزو                     | هيروكو إيموري                                              |
| مدام بريفس                 | هيروكو إيموري                                              |
| إينما                      | ريوزابورو أوتومو                                           |
| شينرون                     | ريوزابورو أوتومو                                           |
| أوكس كينغ                  | ريوزابورو أوتومو                                           |
| شيسامي                     | تيتسو إينادا                                               |
| بيروشكي                    | هيساو إغاوا                                                |
| سوربيه                     | شيرو سايتو                                                 |
| تاغوما                     | كازويا ناكاي                                               |
| غينيو                      | كاتسويوكي كونيشي                                           |
| كابَّا                       | دايسكي كيشيو                                               |
| كوليفلا                    | يوكا كوماتسو                                               |
| زونو                       | كييشي سونوبي                                               |
| موناكا                     | ماسامي كيكوتشي                                             |
| بوتامو                     | ياسوهيرو تاكاتو                                            |
| هِت                         | كازوهيرو ياماجي                                            |
| Potage                     | شيرو سايتو                                                 |
| Gryll                      | جيرو سايتو                                                 |
| أراليه                     | مامي كوياما                                                |
| ضفدع                       | تاكاهيرو فوجيموتو                                          |
| بَبلز                       | تاكاهيرو فوجيموتو                                          |
| كاروني                     | تاكاهيرو فوجيموتو                                          |
| غريغوري                    | يوسوكي نماتا                                               |
| كويتلا، كايو-شين الكون 9   | يوسوكي نماتا                                               |
| كايو-ساما                  | جوجي يانامي (قالب:1re, ép. 1 à 11) ناوكي تاتسوتا (قالب:2e) |
| الراوي                     | جوجي يانامي (قالب:1re, ép. 1 à 11) ناوكي تاتسوتا (قالب:2e) |

## وصلات خارجية
- الموقع الرسمي (باليابانية)
- دراغون بول سوبر على موقع IMDb (الإنجليزية)
- دراغون بول سوبر على موقع روتن توميتوز (الإنجليزية)
- دراغون بول سوبر على موقع نتفليكس (الإنجليزية)
- دراغون بول سوبر على موقع فيلمافينيتي (الإسبانية)
- دراغون بول سوبر على موقع كينوبويسك (الروسية)
- دراغون بول سوبر على موقع ألو سيني (الفرنسية)
- دراغون بول سوبر على موقع قاعدة بيانات الفيلم (الإنجليزية)
- دراغون بول سوبر على موقع ANN anime (الإنجليزية)